# Texcocói egyházmegye
A Texcocói egyházmegye a mexikói México állam egyik római katolikus püspöksége, központja Texcoco de Mora. 1960-ban hozta létre XXIII. János pápa.

## Elhelyezkedése
Az egyházmegye México állam keleti részén, Mexikóvárostól keletre terül el. Összesen tíz község tartozik hozzá: Acolman, Atenco, Chiautla, Chicoloapan, Chiconcuac, Chimalhuacán, Papalotla, Tepetlaoxtoc, Texcoco és Tezoyuca. Ezen községek összterülete 928,1 km², lakosságuk 2010-ben 1 333 758 fő volt.

### Szomszédos egyházmegyék
- Ecatepeci egyházmegye (nyugat)
- Teotihuacáni egyházmegye (észak)
- Tlaxcalai egyházmegye (kelet)
- Puebla de los Ángeles-i főegyházmegye (délkelet)
- Nezahualcóyotli egyházmegye (dél)

## Története
Az egyházmegyét 1960. április 30-án alapította XXIII. János pápa Coelestis Civitas Ecclesia című bullájával. Eredetileg 37 községből állt, de a nagy mértékű népességnövekedés miatt 1979-ben területéből kivált a Nezahualcóyotli egyházmegye, majd az Ecatepeci egyházmegye is, 2009-ben pedig a Teotihuacáni egyházmegye.

## Püspökei
Az egyházmegyének eddig négy püspöke volt:
1. Francisco Ferreira (1960–1977)
2. Magín C. Torreblanca Reyes (1978–1997)
3. Carlos Aguiar Retes (1997–2009)
4. Juan Manuel Mancilla Sánchez (2009–)